# An American Crime
An American Crime (en català Un crim americà) és una pel·lícula estatunidenca del 2007. Està basada en una història real: la tortura i mort de Sylvia Likens. La pel·lícula fou estrenada a cinemes a mitjan agost del 2007 als Estats Units.

## Trama
La família de la Sylvia era nombrosa i amb pocs recursos, treballant en una fira. Davant la desesperació de la seva família, la Sylvia i la seva germana Jennifer són encarregades a una dona als suburbis per 20 dòlars, la Gertrude Baniszewski, tot i que ella també tenia pocs recursos i una família molt gran.

## Repartiment
- Ellen Page
- Catherine Keener
- Ari Graynor
- James Franco
- Romy Rosemont
- Jeremy Sumpter
- Hayley McFarland
- Scout Taylor-Compton
- Hannah Leigh Dworkin
- Evan Peters
- Michael Welch
- Nick Searcy
- Channing Nichols
- Scott Reeves
- Tristan Jarred
- Carlie Westerman
- Eliza Dean
- Will Carter
- Bradley Whitford
- James E. Meehan

## Premis i nominacions

### Nominacions
- 2008: Primetime Emmy a la millor actriu en minisèrie o telefilm per Catherine Keener
- 2009: Globus d'Or a la millor actriu en minisèrie o telefilm per Catherine Keener